# Comuna Strusiv, Terebovlea
Strusiv (în ucraineană Струсів) este o comună în raionul Terebovlea, regiunea Ternopil, Ucraina, formată din satele Bernadivka, Nalujjea, Strusiv (reședința) și Varvarînți.

## Demografie
Componența lingvistică a comunei Strusiv
     Ucraineană (99,64%)
     Alte limbi (0,36%)
Conform recensământului din 2001, majoritatea populației comunei Strusiv era vorbitoare de ucraineană (99,64%), existând în minoritate și vorbitori de alte limbi.